# Selecció de futbol d'Astúries
La selecció de futbol d'Astúries és l'equip autonòmic que representa el Principat d'Astúries en futbol. No està afiliada a la FIFA ni a la UEFA, ja que és representada en les competicions d'aquests organismes per la selecció de futbol d'Espanya; per tant, la selecció absoluta només pot competir amb països en partits d'exhibició. No obstant això, en categories inferiors participa en les competicions oficials que organitza la Real Federació Espanyola de Futbol i, des de 1999, la selecció asturiana d'afeccionats disputa la Copa de les Regions de la UEFA.

## Història

### Federació Cantàbrica
La Federació Regional Cantàbrica de Clubs de Foot-ball va néixer el 9 de desembre de 1915 en represetación dels clubs de futbol de la província d'Oviedo. El 22 de novembre de 1916, la Federació Espanyola de Clubs de Foot-ball va disposar que els clubs càntabres fossin baixa en la Federació Nord i s'integressin en la Federació Regional Cantàbrica de clubs de Foot-ball, al costat dels clubs asturians que la conformaven prèviament.
Sota la denominació de Selecció Cantàbrica, el combinat àsturcàntabre va disputar quatre partits oficials entre 1917 i 1918 en la Copa del Príncep d'Astúries, competició oficial organitzada per la Federació Espanyola, que enfrontava entre si a les seleccions de les diferents federacions regionals. Va aconseguir un subcampionat en la temporada 1917/18.

### Federació Asturiana
El 28 de maig de 1918, després de la tornada dels clubs càntabres a la Nord, l'assemblea de la Federació Espanyola va prendre l'acord de canviar la denominació de Federació Cantàbrica per la de Federació Regional Asturiana de Clubs de Futbol. Així, la selecció d'Astúries va disputar deu partits oficials entre 1922 i 1926 en la Copa del Príncep d'Astúries. Es va proclamar campiona d'aquesta competició en la temporada 1922/23 i subcampiona en la campanya 1925/26.

### Ressorgiment
La selecció asturiana es va enfrontar a Hondures el 29 de desembre de 2002, a l'estadi Román Suárez Puerta d'Avilés. Va ser dirigida per José Manuel Díaz Novoa i en la llista de convocats van destacar les absències de Sergio Fernández i de Luis Enrique, tots dos baixa per lesió. Va actuar com a capità el defensa Abelardo, qui va jugar alhora la seva primera trobada amb la selecció asturiana. Astúries va dominar el partit des del principi i, als quinze minuts, vencia per 3-0, amb gols del mateix Abelardo, de Mario Cotelo i d'Oli.

## Històric de resultats

### Partits oficials

#### Selecció Cantàbrica
| Data       | Lloc   | Equip local | Oponent   | Resultat |
| ---------- | ------ | ----------- | --------- | -------- |
| 10-05-1917 | Madrid | Cantàbric   | Catalunya | 0-1      |
| 11-05-1917 | Madrid | Centre      | Cantàbric | 3-2      |
| 20-01-1918 | Madrid | Centre      | Cantàbric | 3-2      |
| 23-01-1918 | Madrid | Centre      | Cantàbric | 3-1      |

#### Selecció Asturiana
| Data       | Lloc      | Equip local | Oponent   | Resultat |
| ---------- | --------- | ----------- | --------- | -------- |
| 12-11-1922 | Gijón     | Astúries    | Biscaia   | 1-1      |
| 13-11-1922 | Gijón     | Astúries    | Biscaia   | 4-3      |
| 14-01-1923 | Gijón     | Astúries    | Catalunya | 1-0      |
| 25-02-1923 | Vigo      | Galícia     | Astúries  | 1-3      |
| 18-10-1923 | Bilbao    | Biscaia     | Astúries  | 4-2      |
| 05-09-1926 | Gijón     | Astúries    | Catalunya | 0-2      |
| 19-09-1926 | Barcelona | Catalunya   | Astúries  | 4-3      |

### Partits amistosos
| Data       | Lloc      | Equip local | Oponent            | Resultat |
| ---------- | --------- | ----------- | ------------------ | -------- |
| ??-06-1922 | Gijón     | Astúries    | Saint Mirren F. C. | 3-7      |
| 03-05-1925 | Santander | Cantàbria   | Astúries           | 3-3      |
| 21-06-1925 | Gijón     | Astúries    | Cantàbria          | 0-1      |
| 10-07-1932 | Gijón     | Astúries    | Lisboa             | 3-1      |
| 30-10-1932 | Lisboa    | Lisboa      | Astúries           | 1-2      |
| 30-10-1932 | Porto     | Porto       | Astúries           | 2-1      |
| 16-06-1934 | Gijón     | Astúries    | Mèxic              | 5-2      |
| 28-06-1936 | Gijón     | Astúries    | Brussel·les        | 3-3      |
| 23-12-2000 | Oviedo    | Astúries    | Macedònia          | 1-0      |
| 29-12-2001 | Gijón     | Astúries    | Lituània           | 6-1      |
| 28-12-2002 | Avilés    | Astúries    | Hondures           | 5-3      |

## Palmarès

### Selecció absoluta
- Copa del Príncep d'Astúries (1): 1923.
- Subcampió de la Copa del Príncep d'Astúries (2): 1918 i 1926.

### Selecció d'afeccionats
- Fase espanyola de la Copa de les Regions de la UEFA (1): 2002.[4]
- Subcampió de la fase espanyola de la Copa de les Regions de la UEFA (1): 2004[5] i 2012.[6]

### Selecció sub-18
- Campionat Nacional de Seleccions Autonòmiques sub-18 (2): 1994[7] i 2009.[7][8]